# Веста (Минесота)
Веста (енгл. Vesta) град је у америчкој савезној држави Минесота.

## Демографија
По попису из 2010. године број становника је 319, што је 20 (-5,9%) становника мање него 2000. године.
| Група             | 2000.       | 2010.       |
| Белци             | 331 (97,6%) | 302 (94,7%) |
| Афроамериканци    | 0 (0,0%)    | 3 (0,9%)    |
| Азијати           | 1 (0,3%)    | 6 (1,9%)    |
| Хиспаноамериканци | 3 (0,9%)    | 0 (0,0%)    |
| Укупно            | 339         | 319         |